# Весь (плем'я)
Весь — прибалтійсько-фінське плем'я, на думку низки дослідників — носії дьяковської археологічної культури. Згідно з літописами, мешкало в районі Білого озера, а за даними історичної топоніміки, займало територію від східного Приладожжя до Білого озера. Вважається, що арабським географам X—XIV ст. весь була відома як народ вісу, що жив на північ від Волзько-Камської Булгарії, поряд із югрою: у книгах Ахмета Ібн Фадлана і аль-Гарнаті вісу згадуються разом із «Арв» (Арською землею). Булгарські купці торгували з вессю, обмінюючи хутро на металеві вироби. Білозерська група весі вже з IX ст. увійшла до складу Київської Русі й частково була асимільована слов'янами. Нащадками весі є сучасні вепси й, можливо, карели-людики.
Поселення й могильники весі майже не вивчені, за винятком низки курганів IX–XIII ст. у східному Приладожжі.